# Nam Duk-woo
Dans ce nom coréen, le nom de famille, Nam, précède le nom personnel.
Nam Duk Woo (en hangul : 남덕우), né le 22 avril 1924 à Gwangju et mort le 18 mai 2013 à Séoul, est un homme d'État sud-coréen. Il fut ministre des Finances de 1969 à 1974, sous la présidence de Park Chung-hee, puis vice-Premier ministre de 1974 à 1978. Par la suite, Nam Duk Woo a été Premier ministre de la république de Corée de 1980 à 1982, sous la présidence de Chun Doo-hwan.